# Joseph de Lasalle de Roquefort
François Joseph de Lasalle de Roquefort est un homme politique français né en 1752 à Mont-de-Marsan (Landes) et décédé le 6 octobre 1802 au même lieu.

## Biographie
Il est député de la noblesse aux États généraux de 1789 pour la sénéchaussée du Mont-de-Marsan avec un mandat allant du 9 avril 1789 au 30 septembre 1791.